# Аламо (Индијана)
Аламо (енгл. Alamo) град је у америчкој савезној држави Индијана.

## Демографија
По попису из 2010. године број становника је 66, што је 71 (-51,8%) становника мање него 2000. године.
| Група             | 2000.       | 2010.      |
| Белци             | 120 (87,6%) | 59 (89,4%) |
| Афроамериканци    | 2 (1,5%)    | 0 (0,0%)   |
| Азијати           | 0 (0,0%)    | 0 (0,0%)   |
| Хиспаноамериканци | 2 (1,5%)    | 4 (6,1%)   |
| Укупно            | 137         | 66         |